# Проект «Звено»

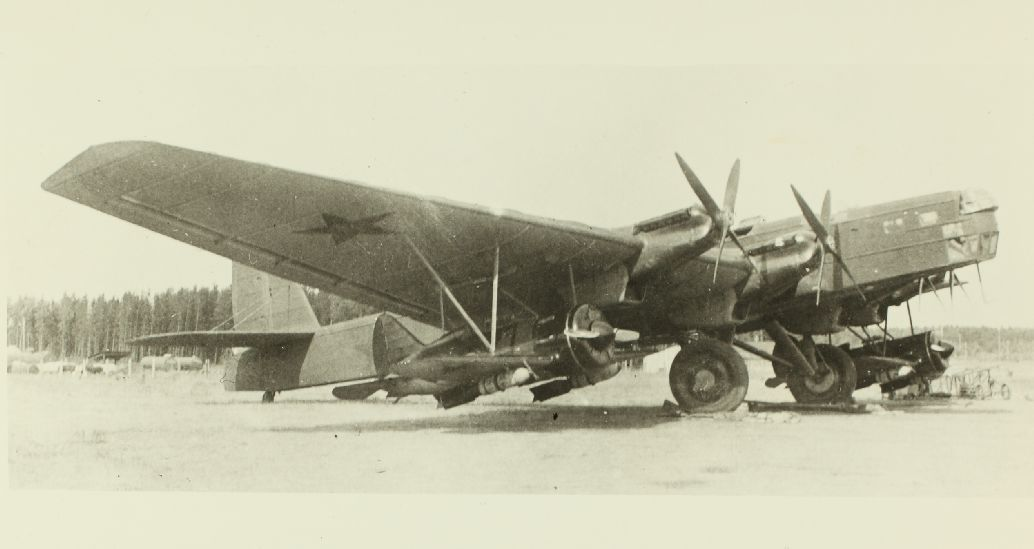
«Звено -СПБ»ТБ-3-4АМ-34ФРН с истребителями И-16 тип 5 под крылом

Проект «Звено» — авиационный проект, разрабатывавшийся в СССР в 1930-е — начале 1940-х годов инженером В. С. Вахмистровым и основывавшийся на использовании самолёта-носителя, несущего от одного до пяти истребителей для увеличения их радиуса действия. Созданный по этому проекту комплекс «Звено-СПБ» (составной пикирующий бомбардировщик) принял участие в первом периоде Великой Отечественной войны.

## Задачи и схема «Звена»
Работы над проектом «Звено» начались в июне 1931 года в Научно Исследовательском Институте Военно Воздушных Сил, под руководством Владимира Сергеевича Вахмистрова. Задачами проекта «Звено» были:
- доставка самолётов-истребителей на расстояния, превышающие радиус их действия за счёт топлива самолёта с большой дальностью полёта;
- увеличение дальности сопровождения тяжёлого самолёта истребителями, базирующимися на нём, взлетающими с него и садящимися на него;
- использование истребителей в качестве пикирующих бомбардировщиков для точного прицельного бомбометания такими крупными бомбами, которые истребитель при самостоятельном взлёте поднять не может;
- облегчение взлёта перегруженного самолёта при помощи вспомогательного самолёта[1].

Истребители крепились на крыле и фюзеляже, а также под ними. Для этого на носителе крепились специальные стержневые пирамиды и подкосы с замками крепления, управляемые от лётчиков. Подвешиваемые самолёты крепились в трёх точках, из которых замок был в задней точке, а передние две освобождались автоматически.
Для «Звена» в качестве носителя применялся первоначально бомбардировщик ТБ-1, а потом ТБ-3. К ним подвешивались под крыло и под фюзеляж, а также устанавливались на крыло и на фюзеляж истребители И-4, И-5, И-Z и И-16 в разных комбинациях. Полуторапланы (И-4, И-5) могли быть установлены только над крылом. Конструкция ТБ-1 в «Звене» усиливалась.

### Испытания
Первый успешный полёт состоялся 4 декабря 1931 года. Лётчики: авиаматки ТБ-1 — А. И. Залевский, второй пилот — А. Р. Шарапов. На И-4 — В. П. Чкалов и А. Ф. Анисимов. Этот первоначальный вариант, называвшийся «Звено-1», состоял из тяжёлого бомбардировщика ТБ-1, несущего два истребителя И-4 на крыльях. На каждой плоскости ТБ-1 установили по три фермы из металлических труб. Две передние — для крепления оси шасси И-4, третья, повыше, для удержания хвоста истребителя в горизонтальном положении. Передние крепления имели замки бомбодержателей, которые открывались из кабины бомбардировщика, задние — из кабин истребителей.
В ходе полёта чуть не произошёл несчастный случай: замок одного из креплений сработал чуть позже, один из истребителей был отсоединён до готовности пилота, но всё обошлось. После этого случая было решено полностью перенести управление отцеплением-прицеплением истребителя из кабины бомбардировщика в кабины истребителей. В ходе этого инцидента на воздушном авианосце образовалась большая асимметрия, связанная с тем, что второй истребитель остался на другом крыле, но эта асимметрия не оказала существенно влияния на управляемость авианосцем, показав, что истребители могут взлетать и садиться на авианосец независимо друг от друга. Что любопытно, «аварийный» истребитель пилотировал сам Чкалов, а руководитель проекта — Вахмистров сидел в кабине переднего стрелка в бомбардировщике. Другими участниками полёта были А. И. Залевский и А. Р. Шарапов — пилотировавшие носитель, а также А. Ф. Анисимов — пилотировавший второй истребитель.
В сентябре 1933 года истребители И-4 были заменены на И-5, а новый вариант получил название «Звено-1а». Пилотами были Стефановский, пилотировавший носитель, а также Коккинаки и Гродзь, пилотировавшие истребители.

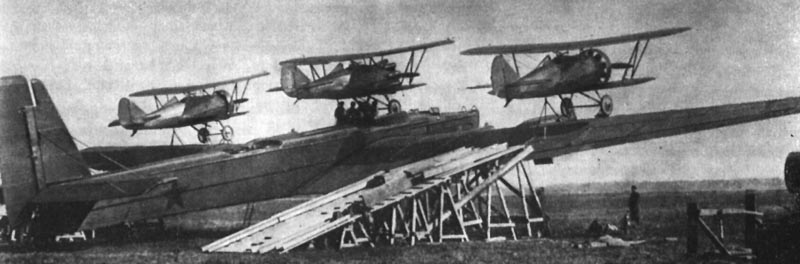
Звено 2: ТБ-3 и три И-5.

В версии, именовавшейся «Звено-2», ТБ-1 был заменён на ТБ-3, а число истребителей было увеличено до трёх, один из которых теперь располагался на фюзеляже. В августе 1934 года состоялся полёт нового варианта, с участием Залевского (пилотировавшего носитель), Алтынова, Супрунова и Сузи (пилотировавших истребители). В целях достижения большей взлётной мощности с верхнего истребителя сняли хвостовое и горизонтальное оперение — но это не дало желаемого результата.
В следующем варианте «Звено-3» И-5 были заменены на монопланы И-Z, касающиеся шасси земли при взлёте и посадке, и потому в целях амортизации закреплённые на «плавающем» по вертикали креплении. Для фиксации «болтающихся» самолётов был придуман механизм притягивания и жёсткой фиксации подвески после взлёта — своевременное использование этого механизма требовало от лётчика даже не умения — а чутья. В одном из испытательных полётов лётчик Коротков, видимо, преждевременно потянул ручку на себя, боясь снова опоздать, как на взлёте. Неплотно закрывавшийся задний стопор выскочил, «Зет» сразу же перешёл на большой угол атаки. Один крыльевой стопор не выдержал нагрузки и сломался. Возник перекос. Вырвало стопор другого крыла. Истребитель в положении небольшой горки с разворотом врезался в плоскость ТБ-3, и его винт разлетелся вдребезги. Мастерство пилота носителя позволило избежать общей катастрофы, но пилот аварийного истребителя при посадке погиб.

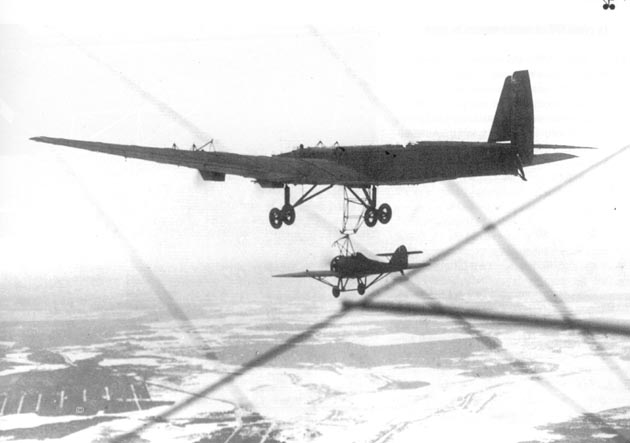
ТБ-3 со стыкующимся И-Z под фюзеляжем.

С целью избежать в дальнейшем подобных летальных несчастных случаев, в варианте «Звено-5» (вариант «Звено-4» был отменён), было решено не взлетать и не садиться с подвешенным истребителем. Теперь один истребитель (тоже И-Z) цеплялся к носителю ТБ-3 под фюзеляж уже после его взлёта. Первое испытание состоялось уже 23 марта 1935, при участии Стефановского, пилотировавшего носитель, и Степанчёнка, пилотировавшего истребитель, показав реализуемость подобного варианта.
Сконструированная для этой цели почти четырёхметровая ферма в убранном положении располагалась между шасси вдоль фюзеляжа самолёта-носителя. Будучи выпущенной для приёма истребителя, она устанавливалась вертикально, опускаясь гораздо ниже и впереди колёс. Ферма оканчивалась поперечной перекладиной. Истребитель сверху фюзеляжа, перед кабиной лётчика, имел крюк с замком от бомбодержателя.
Процесс соединения самолётов происходил в такой последовательности. В воздухе, над аэродромом, истребитель очень точно подходил под бомбардировщик, пристраивался к выпущенной ферме, зацеплялся своим крюком за поперечную перекладину — причал. Затем ферма с помощью специальных механических устройств подтягивалась к фюзеляжу ТБ-3, крылья истребителя упирались в тележки колёс самолёта-носителя. Старт выполнялся в обратном порядке…
В связи с тем, что единственного истребителя под фюзеляжем было недостаточно для надёжного прикрытия несущего его бомбардировщика, и с тем, что в этом варианте истребитель не мог нести бомбовую нагрузку, превышающую по весу обычную, было решено вернуться к подвеске пары истребителей под крыльями. В новом варианте, «Звено-6», было использовано жёсткое пирамидальное крепление истребителей, в качестве которых использовались И-16 тип 5. Два таких истребителя подкатывались на собственных колёсах под плоскости самолёта-носителя и прикреплялись к нему с помощью замков бомбодержателей. Затем они убирали свои шасси, и «Звено-6» поднималось в воздух. Первый полёт состоялся уже в августе того же года, что и полёт «Звено-5» (в 1935). В полёте принимали участие Стефановский (ТБ-3), а также Будаков и Никашин (И-16).
Уже в ноябре того же года (20 ноября 1935 года), состоялся полёт авианосца с пятью истребителями, получившего название «Авиаматка». В этом варианте при взлёте и посадке два истребителя И-16 находились под крыльями, два И-5 на крыльях, а один И-Z прицеплялся и отцеплялся под фюзеляжем уже в полёте. При испытании авианосец пилотировал Стефановский, а истребители — Залевский, Никашин, Алтынов, Супрун и Степанчёнок.
На протяжении 1938 года проводились работы по дозаправке истребителей на носителе с целью создания авиаматки, несущей восемь истребителей И-16, способных дозаправляться от авианосца без посадки на землю. Согласно этому варианту предполагалось, что авианосец будет взлетать с двумя истребителями под крыльями, а остальные шесть истребителей прицепятся к нему уже в воздухе. Проект носителя с восемью истребителями так и не был воплощён в жизнь.
Позднее, в ноябре 1939, был опробован вариант с тремя истребителями И-16, прицепившимися к авианосцу ТБ-3 в воздухе. Вариант получил название «Звено-7».
Двумя годами ранее — в июле 1937 года - был опробован вариант «Звено-СПБ», где СПБ означает — Составной Пикирующий Бомбардировщик, позднее принявший реальное участие в войне. В первом полёте этого летающего авианосца приняли участие Стефановский (ТБ-3), а также Николев и Таборовский (И-16с). И уже в 1938 году Вахмистров, представил комиссии «Звено-СПБ» в следующем варианте:
- носитель: Туполев ТБ-3-4АМ-34ФРН
- два истребителя: Поликарпов И-16 тип 5, несущие по две 250 кг бомбы ФАБ-250

При этом использование носитель ТБ-3:
- увеличивало дальность И-16 на 80 %
- увеличивало бомбовую нагрузку И-16 в пять раз

«Звено-СПБ» имело:
- взлётную массу в 22 тонны
- дальность 2500 км
- максимальную скорость (при работе моторов всех трёх самолётов) 268 км/ч

По результатам приёмки, Звено-СПБ было принято на вооружение в том же 1938 году.

## Принятие на вооружение
Согласно результатам приёмки, планировалось, что к 1 февраля 1940 в строй вступят 20 СПБ для ВВС, и 20 СПБ для ВМФ. По просьбе Вахмистрова, также рассматривались варианты с использованием ТБ-7, МТБ-2 и ГСТ в качестве носителей, а также с увеличением бомбовой нагрузки истребителей с полутонны до полной тонны. Этим планам не удалось сбыться.
В июне 1940 года начались испытания головной серийной установки, изготовленной на подмосковном авиазаводе № 207. Использовались при этом И-16 тип 24 с двигателями М-63. Всего оборудовали пять комплектов «Звено- СПБ», которые поступили на вооружение 2-й специальной эскадрильи, 32-го истребительного авиаполка, 62-й авиабригады ВВС Черноморского флота, с местом базирования в Евпатории. До конца года эскадрилья активно отрабатывала тактику применения нового вооружения, основными целями при этом были военные корабли.
По фамилии командира эскадрилии Арсения Шубикова, эскадрилия носителей, получила неофициальное прозвище «Цирк Шубикова». Но к январю 1941 от затеи отказались, крепления с ТБ-3 сняли. К схеме СПБ вернулись лишь после начала войны.

### «Звено-СПБ» в боевых условиях
Боевое крещение «Звена-СПБ» состоялось 26 июля 1941 года, когда после ряда неудач обычных бомбардировщиков, безуспешно пытавшихся разбомбить Мост Карла I на Дунае, было решено использовать авианосцы, и для проверки было дано задание разбомбить «СПБ» нефтехранилище в Констанце. Задание было успешно выполнено — цель поражена без потерь. Противник не ожидал советские истребители, приняв их за своих. В ходе авиаудара истребители-бомбардировщики отсоединились с грузом бомб от носителей на расстоянии 40 км от цели и после поражения цели вернулись на аэродром в Одессе, где дозаправились и вернулись в Евпаторию своим ходом.
В связи с успешной демонстрацией возможностей Звена-СПБ, 10 августа 1941 был совершён авианалёт на основную цель — Мост Карла I на Дунае, через который помимо войск проходил также и нефтяной трубопровод Плоешти-Констанца. Для этого истребители дополнительно оснастили 95 литровым топливным баком, чтобы получить дополнительные 35 минут полёта. Атака производилась тремя носителями, но в одном из них случилась поломка, и он был вынужден вернуться назад, остальные выпустили истребители-бомбардировщики в 15 км от румынского берега. Истребители-бомбардировщики совершили успешную атаку в пике с высоты 1800 м и вернулись назад без потерь. Повторный авиарейд состоялся через два дня — 13 августа 1941, в этот раз поломки носителей не было и истребители-бомбардировщики смогли существенно повредить мост. Истребители, нанеся на обратном пути удар по румынской пехоте возле Сулина, вернулись назад без потерь.
В тот день (13 августа 1941) Вахмистров обратился к генералу Коробкову с просьбой рассмотреть вопрос об увеличении количества носителей. Но получил отказ, мотивированный тем, что ТБ-3 данной модификации снят с производства.
ответ генерала Коробкова:
ВВС ВМФ имеют 12 самолётов ТБ-34АМ-34РН, из коих 5 самолётов уже оборудованы подвесками инж. Вахмистрова. Оставшиеся 7 самолётов считаю более целесообразным использовать в качестве транспортных. На получение хотя бы 10 самолётов ТБ-34АМ-34РН от ВВС КА рассчитывать нельзя, так как эти самолёты сняты с производства ещё в 1937 г. и выпущены были в весьма ограниченном количестве (около 150шт.)
После этой операции в строй было решено ввести ещё 2 носителя из 6 имеющихся в эскадрилии (так что в строю стало 5 носителей). А через два дня (16 августа 1941 года) адмирал Кузнецов попросил Сталина о новой партии носителей. В просьбе было отказано в связи с тем, что большая часть ВВС СССР была уничтожена в первые дни войны, а ТБ-3 не производились с 1937 года. На следующий день после просьбы адмирала Кузнецова (17 августа 1941 года) эскадрилья, которая теперь насчитывала 5 носителей в строю, разбомбила сухой док в Констанце.
Первые потери эскадрилья понесла 28 августа 1941 года, потеряв во время налёта на мост через Днепр в районе Запорожья один из истребителей.
29 августа 1941, во время повторного авианалёта на мост через Днепр, четыре И-16 были перехвачены истребителями Messerschmitt Bf 109. Воздушный бой завершился двумя сбитыми «мессерами». В 1942 «Звено-СПБ» совершили не менее чем 30 вылетов.
Капитан Шубиков не вернулся из обычного боя 2 октября 1941 года, во время штурмовки Ишуньских позиций на И-16.
В составе «звена Шубикова» начал боевой путь и одержал первую победу будущий черноморский лётчик-ас и Герой Советского Союза Борис Литвинчук
.

## Варианты
Комбинации самолётов обозначались: «Звено-1», сокращённо «З-1» и далее порядковыми номерами.
- З-1 —ТБ-1 + 2 И-4 (на крыле) — декабрь 1931.
- З-1а —ТБ-1 + 2 И-5 (на крыле) — сентябрь 1933. Лётчики: Стефановский (ТБ-1), Коккинаки и Гродзь (И-5).
- З-2 —ТБ-3 + 3 И-5 (на крыле) — август 1934. Лётчики: Залевский (ТБ-3), Алтынов, Супрун, Сузи (И-5).
- З-3 —ТБ-3 + 2 И- Z (под крылом) — не доведена.
- З-5 —ТБ-3 + И- Z (под фюзеляжем с подцеплением в воздухе) — 23 марта 1935. Лётчики: Стефановский (ТБ-3) и Степанченок — И- Z.
- З-6 —ТБ-3 + 2 И- 16 (под крыльями) — первый полёт — август 1935. Лётчики: Стефановский (ТБ-3), Будаков и Никашин (И-16)
- «Звено» («Авиаматка») — ТБ-3 + 2 И-16 (под крыльями) + 2 И-5 + И-Z с подцеплением и отцеплением в воздухе — первый полёт — ноябрь 1935. Лётчики: Залевский (ТБ-3) Стефановский, Никашин, Алтынов, Супрун и Степанченок.
- «СПБ» («Составной пикирующий бомбардировщик») — ТБ-3 + 2 И-16 (под крыльями) с 2 фугасными авиабомбами ФАБ-250 каждый. Первый полёт — июль 1937. Лётчики: Стефановский (ТБ-3), Николаев, Таборовский.
- З-7 — ТБ-3 + 3 И-16 (все с подцеплением и отцеплением в воздухе), первый полёт — ноябрь 1939. Лётчики — Нюхтиков, Супрун, Стефановский. Комбинация не была доведена.

Кроме того было много полётов с одним самолётом И-5 и И-Z.